# Hechtia montana
Hechtia montana là một loài thực vật có hoa trong họ Bromeliaceae. Loài này được Brandegee mô tả khoa học đầu tiên năm 1899.